# Christopher Antwi-Adjei
Christopher Antwi-Adjei (ur. 7 lutego 1994 w Hagen) – ghański piłkarz występujący na pozycji napastnika w niemieckim klubie VfL Bochum. Wychowanek MSV Duisburg, w trakcie swojej kariery grał także w takich zespołach, jak Westfalia Herne, TSG Sprockhövel oraz Paderborn 07. Jednokrotny reprezentant Ghany.